# MiG-AT
MiG-AT (Advanced Trainer) je ruský dvoumotorový cvičný letoun, který měl v ruském letectvu nahradit československé stroje L-29 a L-39. Letoun měl být vyráběn ve spolupráci se zahraničními firmami Turboméca, SNECMA a Sextant Avionique. První prototyp MiG-ATV vzlétl 16. března 1996, letové zkoušky započaly 21. března 1996. Letoun je určen pro základní výcvik s upravenou verzí avioniky společnosti Sextant. Druhý prototyp MiG-ATR je standardní cvičný letoun s ruskou avionikou. Třetí prototyp MiG-ATS je určen pro bitevní výcvik.
V roce 2001 již létaly všechny tři prototypy a měla být zahájena počáteční sériová výroba 16 letounů. V roce 2002 byl však projekt ukončen ve prospěch stroje Jakovlev Jak-130.

## Specifikace

### Technické údaje
- Posádka: 2
- Rozpětí: 10,16 m
- Délka: 11,31 m
- Výška: 4,42 m
- Nosná plocha: 16,67 m²
- Hmotnost prázdného stroje: 3 300 kg
- Max. vzletová hmotnost: 5 500 kg
- Pohonná jednotka: 2 × turbodmychadlový motor SNECMA Larzac 04R20
  - Tah motoru: 14,12 kN

### Výkony
- Maximální rychlost u hladiny moře: 850 km/h
- Dostup: 15 500 m
- Dolet: 1 200 km
- Maximální dolet: 2 600 km